# JUnit
JUnit je framework pro jednotkové testy psaný v programovacím jazyce Java. Na jeho vývoji se podíleli vývojáři – Kent Beck a Erich Gamma. JUnit je pravděpodobně nejúspěšnější z rodiny xUnit frameworků, kterou odstartoval Kent Beck se svým SUnit pro Smalltalk.

## Použití
Jednotkové testy jsou základním kamenem vývojových technik test-driven development a Extrémního programování a má se za to, že právě JUnit stojí za vznikem těchto programovacích technik. JUnit byl později portován na mnoho dalších jazyků, např. C# (NUnit), Python (PyUnit), Fortran (fUnit), Perl (Test::Class a Test::Unit) a C++ (CPPUnit). Tato rodina frameworků pro jednotkové testy byla pojmenována xUnit.

## Příklad
Mějme třídu Calculator ve které máme některé operace (sčítání a dělení). Pro tuto třídu jsou níže uvedeny JUnit testy pro verze 3.8, 4 a 5.
```
package
 
mypackage
;

public
 
class
 
Calculator
 
{

    
private
 
double
 
result
 
=
 
0.0
;

    
public
 
void
 
sum
(
double
 
sum
)
 
{

        
result
 
+=
 
sum
;

    
}

    
public
 
void
 
divide
(
double
 
divide
)
 
{

        
result
 
/=
 
divide
;

    
}

    
public
 
double
 
getResult
()
 
{

        
return
 
result
;

    
}

}

```

### JUnit verze 3.8
Tento unittest kontroluje správnost sčítání a návrat chybové hodnoty při dělení nulou.
```
package
 
mypackage
;

import
 
junit.framework.*
;

public
 
class
 
TestCalculator38
 
extends
 
TestCase
 
{

    
public
 
void
 
testSum
()
 
{

        
Calculator
 
calc
 
=
 
new
 
Calculator
();

        
calc
.
sum
(
4.0
);

        
calc
.
sum
(
7.0
);

        
assertEquals
(
11.0
,
 
calc
.
getResult
());

    
}

    
public
 
void
 
testDivByZero
()
 
{

        
Calculator
 
calc
 
=
 
new
 
Calculator
();

        
calc
.
sum
(
4.0
);

        
calc
.
divide
(
0.0
);

        
assertTrue
(
Double
.
POSITIVE_INFINITY
 
==
 
calc
.
getResult
());

    
}

}

```

### JUnit verze 4
Tento test má stejnou funkcionalitu jako verze 3.8, jeho zápis však nevyžaduje, aby testovací metody začínaly předponou „test“.
Syntaxe využívá novinek jazyka Java5 a novějších.
```
package
 
mypackage
;

import
 
org.junit.*
;

import static
 
org.junit.Assert.*
;

public
 
class
 
TestCalculator4
 
{

    
@Test

    
public
 
void
 
sum
()
 
{

        
Calculator
 
calc
 
=
 
new
 
Calculator
();

        
calc
.
sum
(
4.0
);

        
calc
.
sum
(
7.0
);

        
assertEquals
(
11.0
,
 
calc
.
getResult
());

    
}

    
@Test

    
public
 
void
 
divByZero
()
 
{

        
Calculator
 
calc
 
=
 
new
 
Calculator
();

        
calc
.
sum
(
4.0
);

        
calc
.
divide
(
0.0
);

        
assertTrue
(
Double
.
POSITIVE_INFINITY
 
==
 
calc
.
getResult
());

    
}

}

```

### JUnit verze 5
Tento test vychází z příkladu k verzi 4 s těmito rozdíly (pro JUnit 5):
- všechny třídy frameworku JUnit jsou umístěny do nového package org.junit.jupiter.api
- anotace @Test již nevyžaduje public metody a nemá žádné atributy (původní atributy expected a timout je řešeno modelem rozšíření)
- používá se Java8

```
package
 
mypackage
;

import
 
org.junit.jupiter.api.*
;

import static
 
org.junit.jupiter.api.Assertions.*
;

public
 
class
 
TestCalculator5
 
{

    

    
@Test

    
void
 
sum
()
 
{

        
Calculator
 
calc
 
=
 
new
 
Calculator
();

        
calc
.
sum
(
4.0
);

        
calc
.
sum
(
7.0
);

        
assertEquals
(
11.0
,
 
calc
.
getResult
(),
 
()
 
->
 
"Calculation error"
);

    
}

    
@Test

    
void
 
divByZero
()
 
{

        
Calculator
 
calc
 
=
 
new
 
Calculator
();

        
calc
.
sum
(
4.0
);

        
calc
.
divide
(
0.0
);

        
assertTrue
(
Double
.
POSITIVE_INFINITY
 
==
 
calc
.
getResult
());

    
}

}

```

## Spouštění testů
Většina nových verzí vývojových prostředí má integrovanou podporu pro spouštění JUnit testů, je ale možné testy spustit i zvlášť a to buď s textovým nebo grafickým výstupem nebo přímo v programu pomocí příslušných tříd frameworku JUnit.